# Emil Bohn
Emil Bohn (ur. 14 stycznia 1839 w Białej Nyskiej, zm. 5 lipca 1908 we Wrocławiu) – niemiecki muzykolog, organista, dyrygent i kompozytor czynny we Wrocławiu, profesor i doktor honoris causa Uniwersytetu Wrocławskiego. 
Urodził się w rodzinie wrocławskiego stolarza oraz ślusarza Friedricha i Anny z d. Weiss. W latach 1858–1862 studiował filologię klasyczną na Uniwersytecie Wrocławskim, dodatkowo zaczął wówczas uczęszczać na wybrane zajęcia z muzyki. Po ukończeniu filologii w coraz większym stopniu angażował się w naukę muzyki, czego efektem było podjęcie studiów w tej dziedzinie w Królewskim Akademickim Instytucie Muzyki Kościelnej na macierzystej uczelni, ukończonych w 1868. Opanował tam, oprócz teorii muzyki, grę na flecie i na organach. Następnie pracował jako organista w kościele p.w. św. Krzyża, jednocześnie ucząc śpiewu we wrocławskim gimnazjum św. Macieja. W latach 1881–1883 opracował katalog zbiorów muzycznych Biblioteki Miejskiej Wrocławia, po wydaniu którego otrzymał w 1884, w dowód uznania dla tej pracy, tytuł doktor honoris causa Uniwersytetu Wrocławskiego. W 1887 został na tejże uczelni zatrudniony jako nauczyciel akademicki w Królewskim Akademickim Instytucie Muzyki Kościelnej, gdzie w 1895 mianowano go uczelnianym profesorem, a w 1908 otrzymał honorowy stopień profesora zwyczajnego. Ważną częścią działalności Bohna we Wrocławiu była organizacja chórów. Pierwszy taki zespół stworzył jeszcze na studiach, a w 1881 r. założył Bohnscher Gesangverein (Stowarzyszenie Śpiewacze Bohna), które prowadził prawie do swej śmierci. Chór pod batutą Bohna  wykonywał utwory dawnych kompozytorów w ramach tzw. Koncertów Historycznych, których liczba przekroczyła 100. Bohn zajmował się także dziennikarstwem muzycznym, od 1884 był redaktorem muzycznym gazety Breslauer Zeitung. Ponadto zgromadził dużą (16 000 stron) kolekcję partytur z XVI i XVII w., która zaginęła pod koniec wojny. Był też kompozytorem pieśni, w tym chóralnych. W dorobku Bohna szczególne miejsce zajmują dwa opracowane przezeń katalogi dawnych utworów muzycznych z bibliotek Wrocławia: wzmiankowany wyżej z 1893 oraz z 1890 r. Oba są do dziś ważnymi źródłami muzykologicznymi.
Był żonaty ze śpiewaczką Selmą, córką wrocławskiego fotografa i malarza Roberta Weigelta, miał syna Ericha Bohna (1874-1948).
Spoczął na starym cmentarzu św. Maurycego, który uległ całkowitemu zniszczeniu w czasie i po drugiej wojnie światowej. 
Za życia otrzymał członkostwa honorowe w: amsterdamskim Vereeniging voor Noord-Nederlands Muziekgeschiedenis
(1892), Accademia Filarmonica z Florencji (1887) oraz rzymskiej Akademii Muzycznej św. Cecylii (1891). 
W roku 1929 jego nazwiskiem nazwano ulicę we Wrocławiu, obecną ul. Józefa Brandta na Biskupinie.
Publikacje E. Bohna:
- Katalog: Bibliographie der Musikdruckwerke bis 1700, welche in der Stadtbibliothek, der Bibliothek des Academischen Instituts für Kirchenmusik und der Königlichen und Universitätsbibliothek zu Breslau aufbewahrt werden.Berlin, 1883
- Katalog: Die musikalischen Handschriften des 16 ’. und 17. Jh. in der Stadtbibliothek zu Breslau. Wrocław, 1890.